# کیرشایم این اینکرایس
کیرشایم این اینکرایس (به آلمانی: Kirchheim im Innkreis) یک منطقهٔ مسکونی در اتریش است که در ناحیه راید ایم اینکرایس واقع شده‌است. کیرشایم این اینکرایس ۱۰ کیلومتر مربع مساحت دارد ۴۲۹ متر بالاتر از سطح دریا واقع شده‌است.